# Polichne argentata
Polichne argentata är en insektsart som beskrevs av Brunner von Wattenwyl 1879. Polichne argentata ingår i släktet Polichne och familjen vårtbitare. Inga underarter finns listade i Catalogue of Life.